# Леонид Хабаров
Леонид Васиљевич Хабаров (рус. Леонид Васильевич Хабаров; Схадринск, 8. мај 1947) бивши је совјетски и руски војни официр, учесник рата у Авганистану који је до пензионисања достигао чин пуковника, главни критичар руског министра одбране Анатолија Сердјукова. Познат је као припадник ваздушно-десантног батаљона, који је први из 40. армије прешао границу са Демократској Републици Авганистан, и после 450 km дугог марша без губитка заузео стратешки важан пролаз Саланг.

## Војна служба
Крајем децембра 1979. батаљон под командом капетана Хабарова је заузео изузетно важно стратешко место — пролаз Саланг, који је повезивао Кабул са Совјетским Савезом. Војници под његовом командом су стигли до Саланга за 22 часа без иједног губитка. Непријатељ их једноставно није видео пошто су већину пута прешли под окриљем мрака. Захваљујући исправном тактичком потезу тихо је преузео контролу над пролазом и преузео заштиту тунела. Да га је непријатељ уништио, улазак совјетске војске у Авганистан би био много проблематачнији. Његови падобранци су осамнаест месеци држали пролаз Саланг, а онда су га предали моторизованом пешадијском пуку и кренули даље. Хабаров је 13. априла 1980. рањен први пут у руку у коју ће касније бити опет рањен. При том другом тежем рањавању он је још неко време био свестан па је спасио рањеног војника након чега је смештен у хеликоптер и евакуисан. Свест је изгубио тек у борбеном хеликоптеру, а након доласка у војну болницу над њим ће бити извршено 7 операција у покушају спасавања руке.
Након излечења други пут је послан у Авганистан и тамо ће остати од октобра 1984. до септембра 1985. Леонид је постао начелник штаба 56. бригаде посебне ваздушно-десантне јединице. Осам месеци касније током борбене мисије када је водио одред он је био нападнут из заседе, а заповедни оклопни транспортер с Хабаровом ће од последице директног поготка бити избачен с пута и пасти у провалију дубоку двадесет метара. Као резултат тога, Леонид је тешко повређен (сломљена кључна кост, три ребра и опет десна рука), а лечен је прво у Кабулу, а потом и Ташкенту. За храброст и јунаштво током вршења дужности у Авганистану одликован је Орденом црвене заставе.

## Друштвене делатности и хапшење
Након отпуштања из Оружаних снага 1991, Хабаров је постављен на чело Института Војно-техничког образовања УДТУ (Уралски државни технички универзитет), а изабран је и за потпредседника Свердловске регионалне организације РСВА (Руска Унија авганистанских бораца).
Пуковник Хабаров је 19. јула 2011. ухапшен и тренутно је под истрагом, а задржан је у истражном затвору у Јекатеринбургу на основу сумње за „оружану побуну и укључивање у друге терористичке активности“. У разним градовима Руске Федерације одржани су митинзи подршке, а слично се догодило и из руских дипломатских мисија и конзуларних уреда у ЗНД.

## Фото галерија
- Аматерски боксер Леонид Кхабаров (око 1960е)
- Поручник Кхабаров стоји на вратима авиона (1975)
- “Опроштај, црвене заставе!” Пуковник Кхабаров на церемоније пензионисања (2010)
- Полковник Кхабаров након пензионисања даје телевизијски интервју (2011)
- “Слободу пуковнику Кхабарову!” Демонстрација-протеста (2012)
- Мајор ВДВ Дмитриј Кхабаров, син Леонида Кхабарова (2012)